# Pedra esculpida

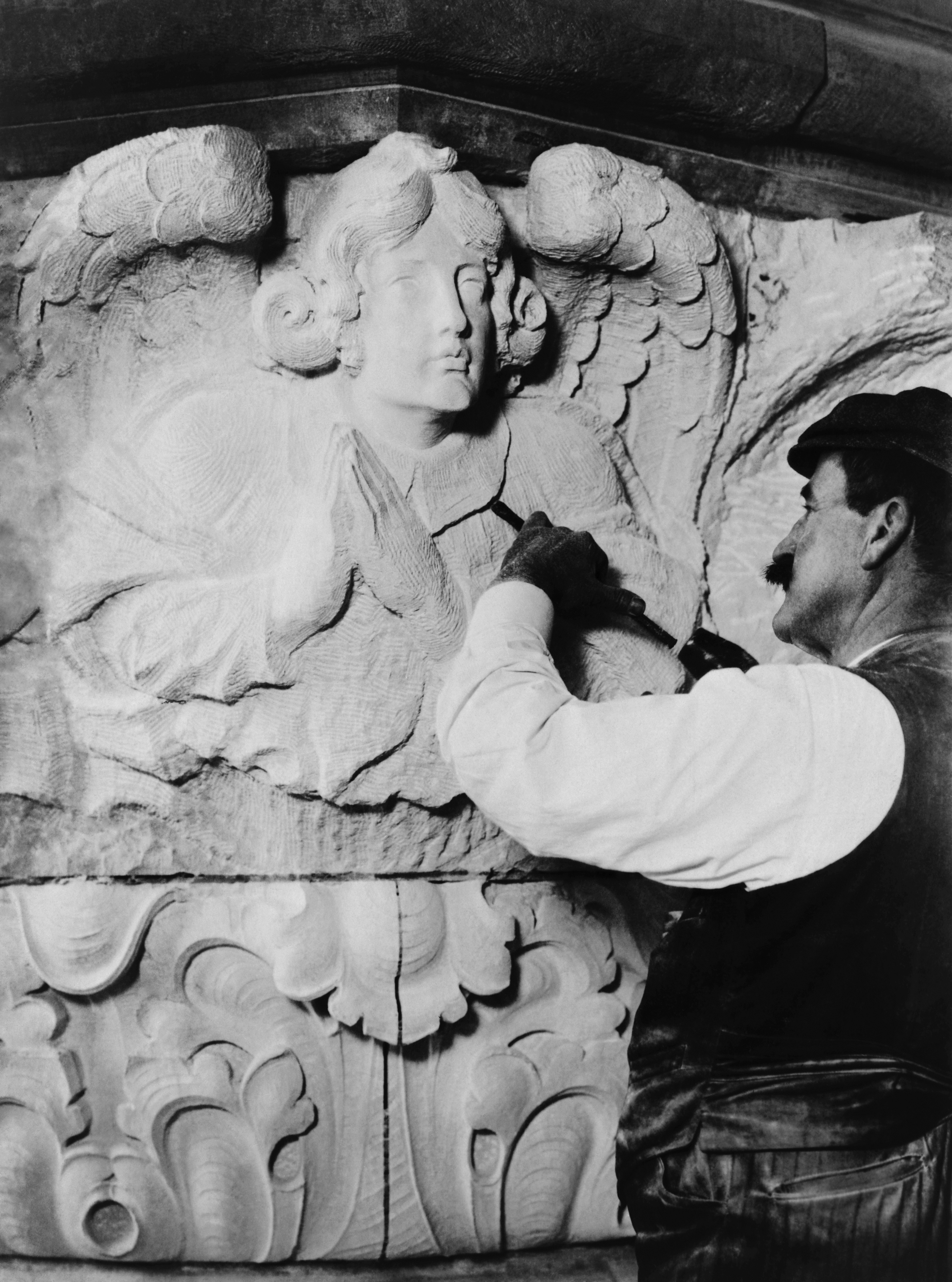
Rizblyar trabalhando na Cathedral of St. John the Divine de Nova York, em 1909.

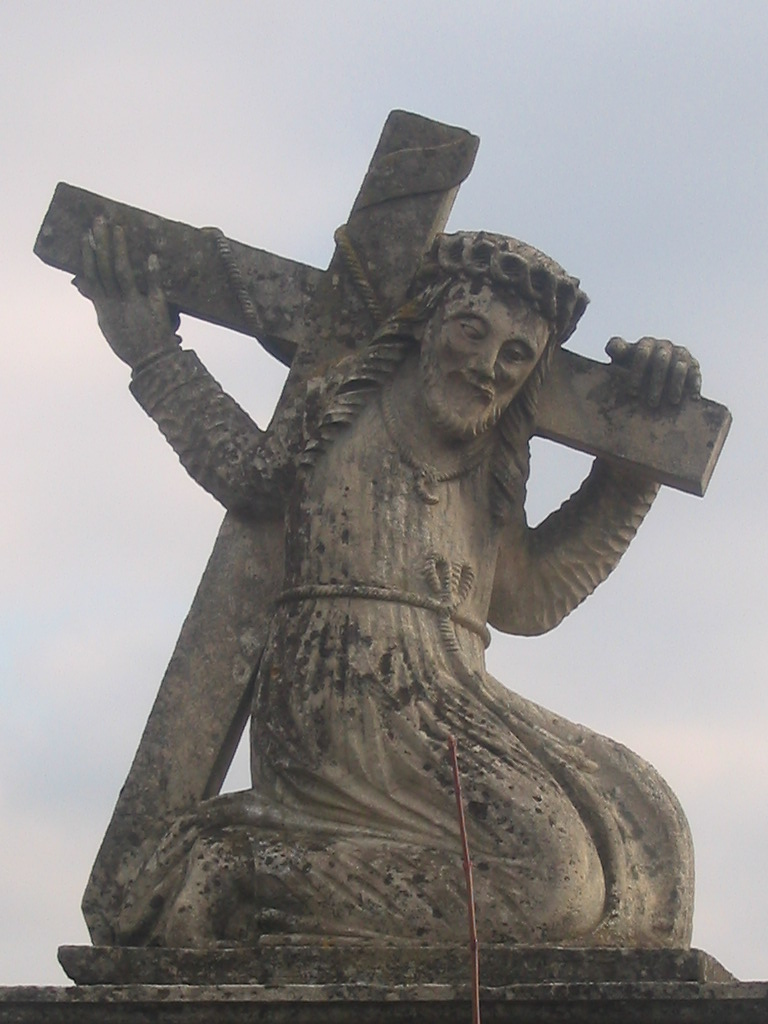
Monumento de pedra talhada em Bershad.

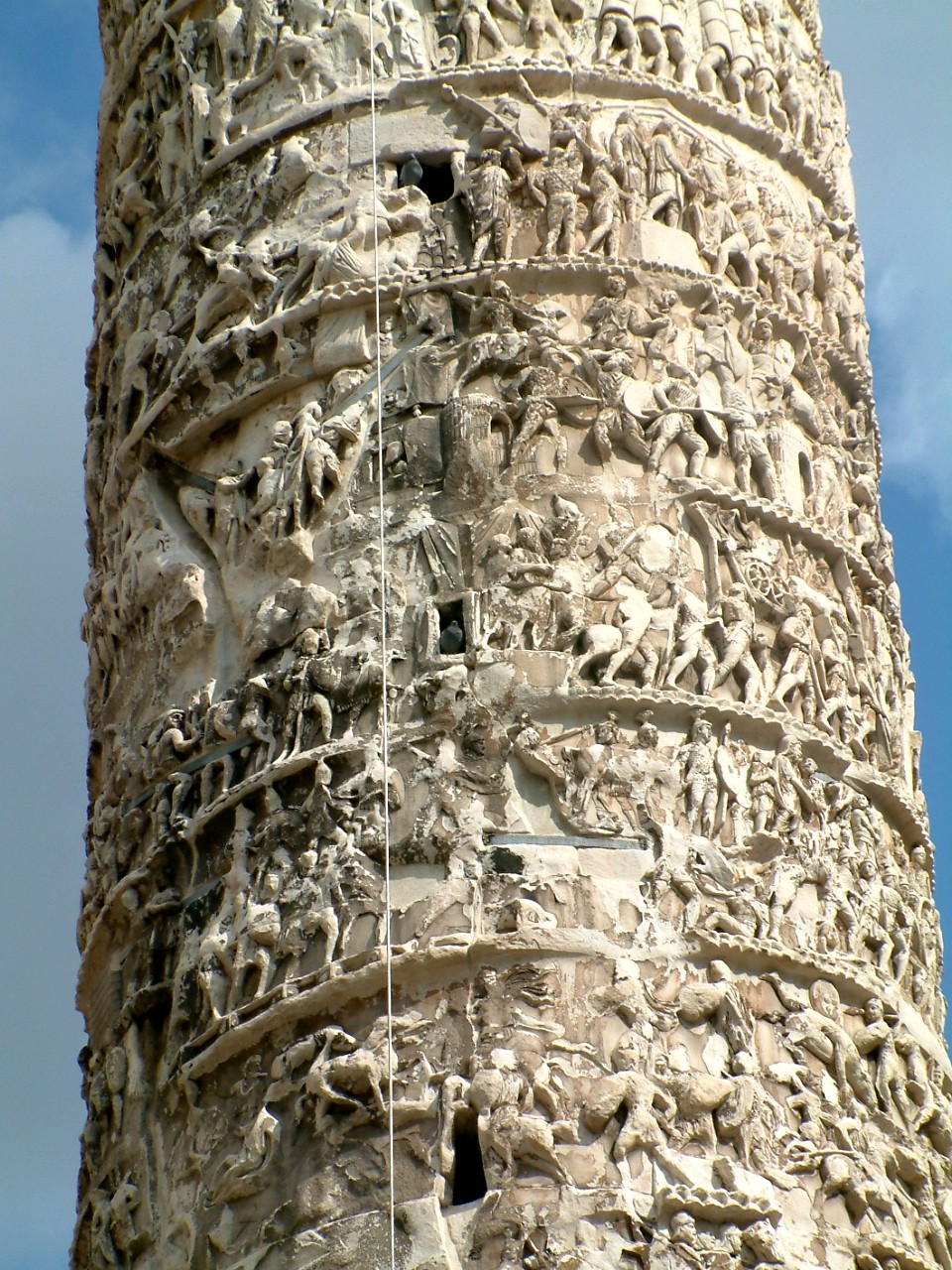
Coluna de Marco Aurélio em Roma

Pedra talhada redirige a seixo talhado. Veja também Paleolítico ("idade da pedra talhada") e Neolítico ("idade da pedra polida").
A pedra esculpida é o formato da pedra uma vez que esta é submetida ao processo de talhe, para dar-lhe a forma e o acabamento exterior requeridos.

## História
A escultura com pedra tem tido lugar em todas as etapas da história, em todas as culturas e em todos os países e povos do mundo, em campos como a arquitetura, a escultura, a decoração ou a joalheria.

## Modalidades
O talhado pode-se fazer com: Serra, torneador, perfurador, rectificado, polido e em operações de talhe de jóias, gravuras etc.

## Materiais
O maior lucro no talhado de pedra está associado com o talhe de pedras nobres como: ágata, ónix, feldespato, cristal de rocha, amatista, jaspe, jade, rodonita, malaquita, lapis-lazúli, esmeralda, turquesa, selenita, obsidiana, mármore. além de outros materiais empregados em joalheria e bijuteria como as pedras preciosas (talha de diamantes) e semi-preciosas, e produtos de outra origem, como o âmbar e o coral.